# أوبرا (مترو باريس)
أوبرا (بالفرنسية: Opéra) هي محطة مترو تابعة لمترو باريس تقع في فرنسا في الدائرة الثانية في باريس.[بحاجة لمصدر]

## معرض صور

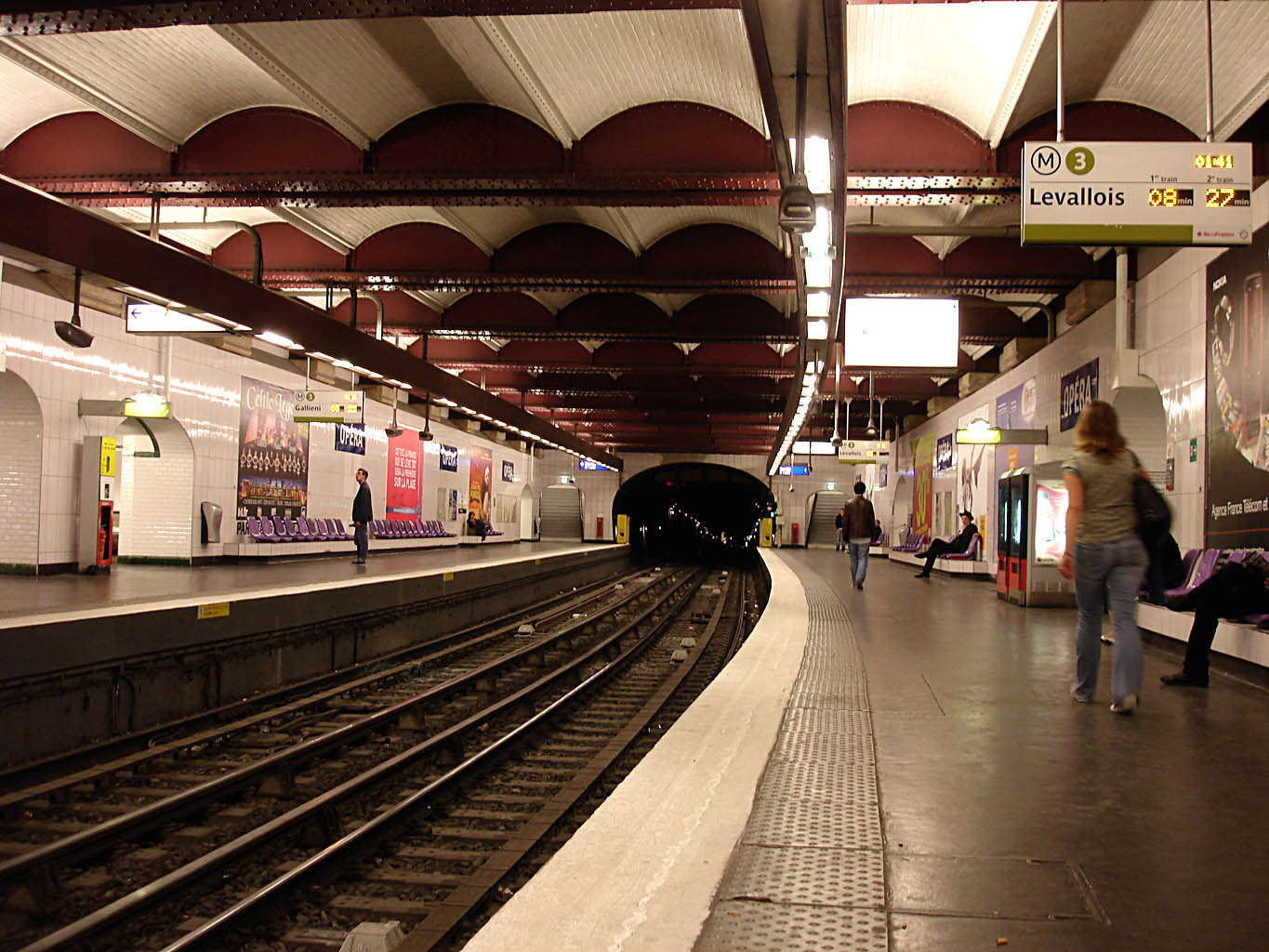
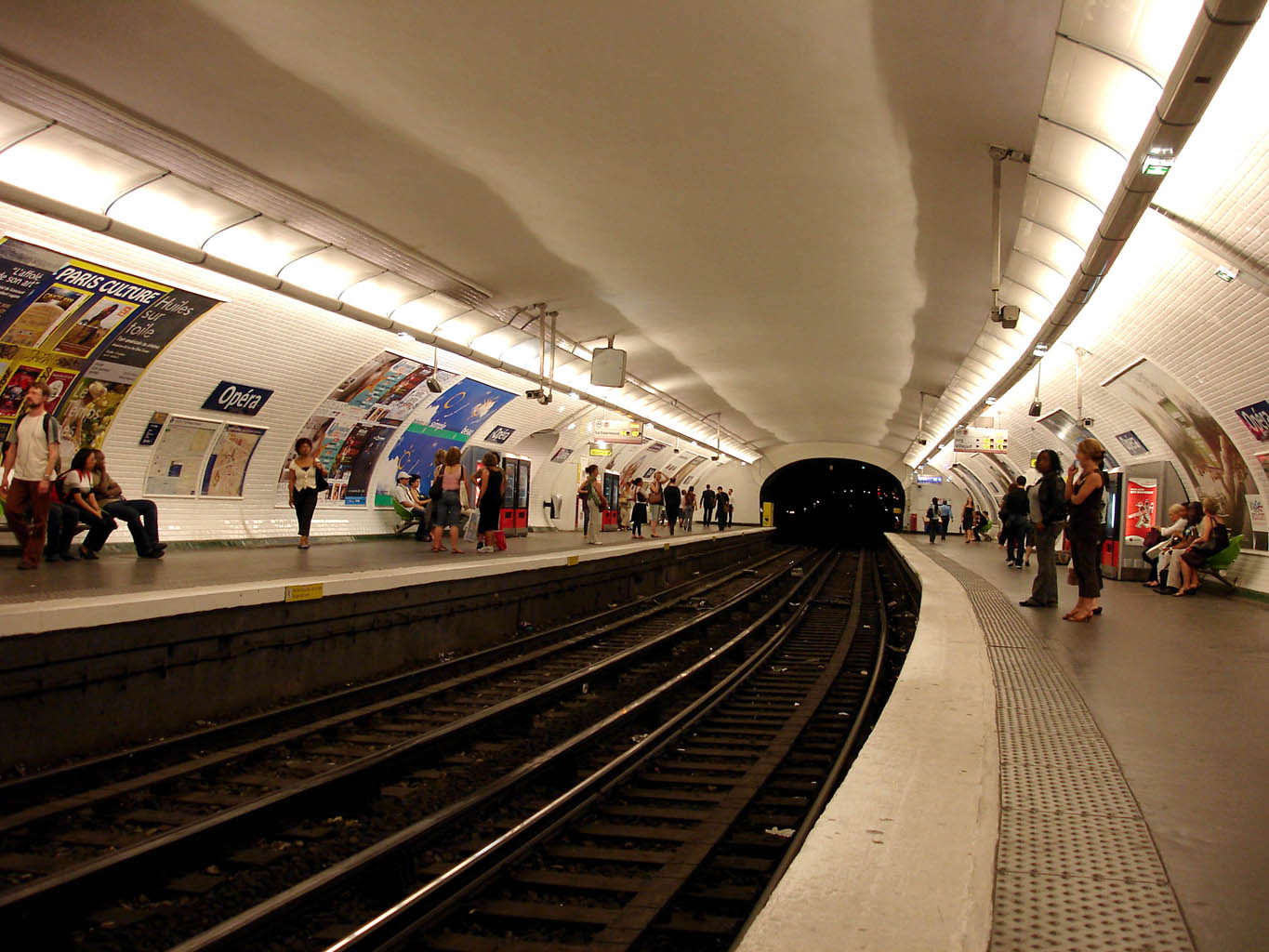
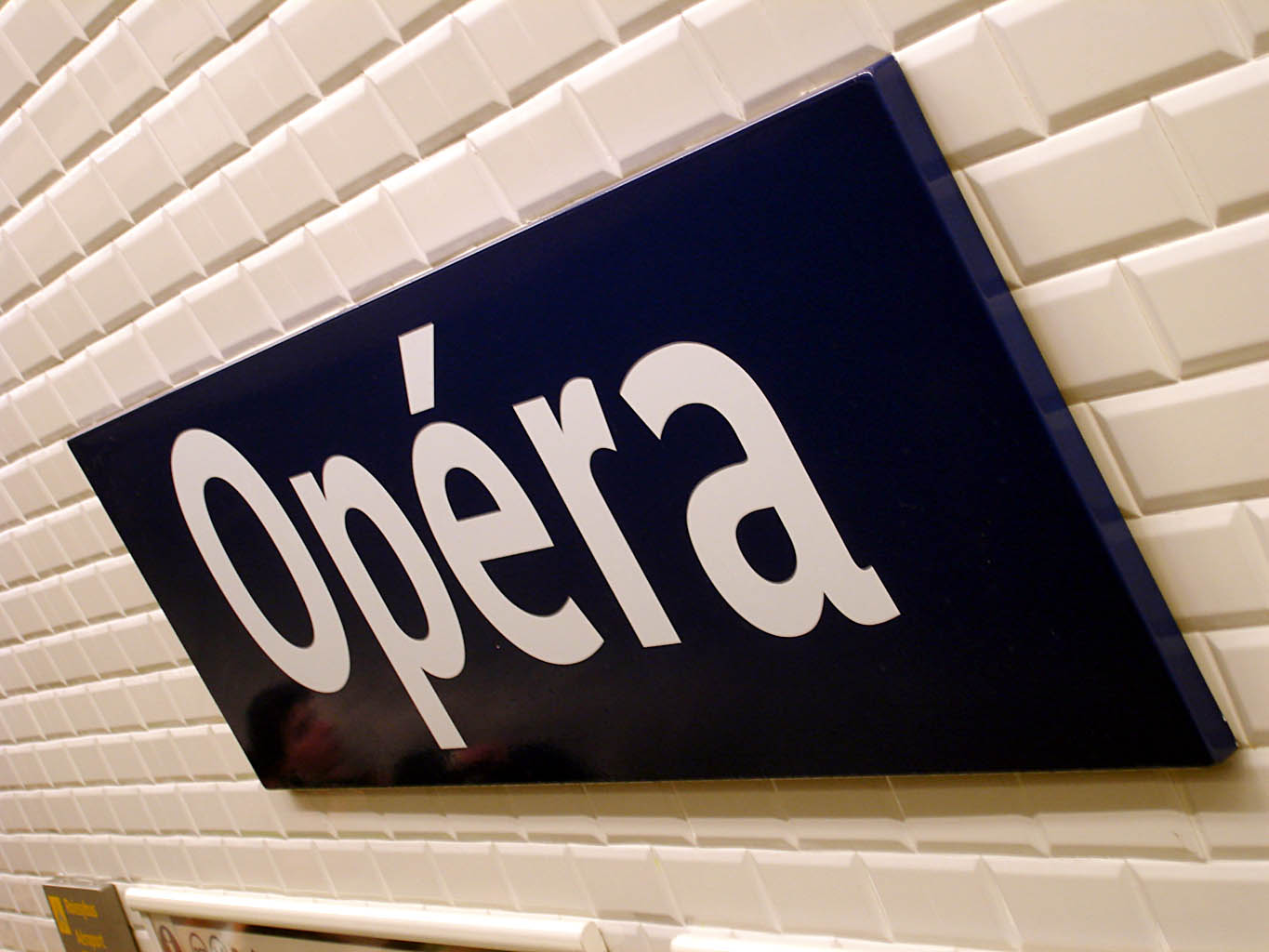
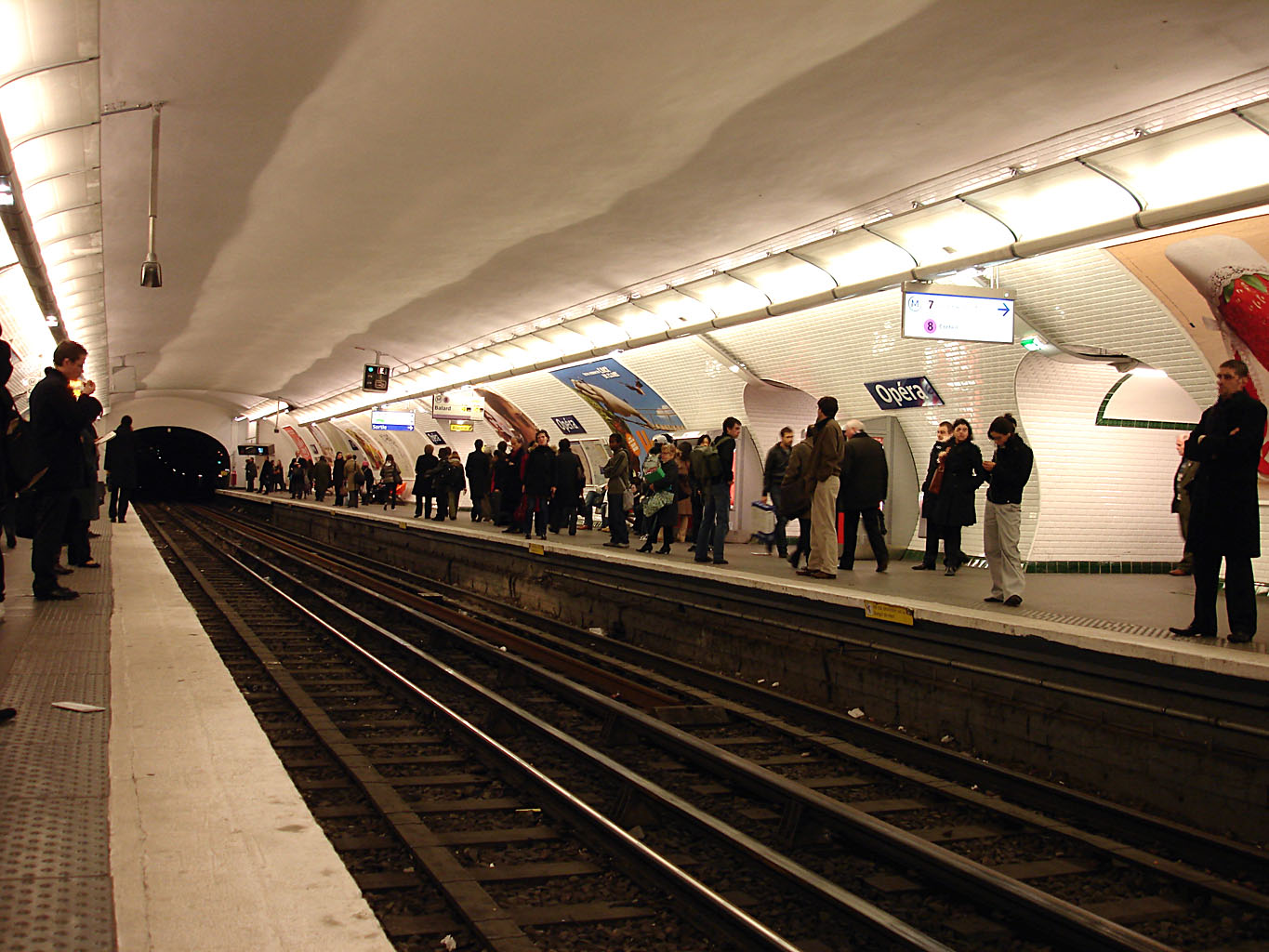